# 28-ма зенітна ракетна бригада (РФ)
28-ма зенітна ракетна бригада — зенітне ракетне з'єднання ППО Сухопутних військ Російської Федерації. Бригада дислокується в селищі Мирний Кіровської області.
Умовне найменування — Військова частина № 71316 (в/ч 71316). Скорочена найменування — 28-а зрбр.
З'єднання перебуває в складі Центрального військового округу.

## Історія
У липні 1993 року в селищі Первомайський Оренбурзької області почалося формування 28-ї зенітної ракетної бригади на зенітних ракетних комплексах С-300В. Першим командиром бригади було призначено полковника А. П. Демченко. 26 жовтня 1993 року бригада була сформована, включена до складу військ протиповітряної оборони Приволзького військового округу.
Основу офіцерів склали офіцери з розформованої 381-ї зенітної ракетної бригади Туркестанського військового округу, а також випускники академій і Оренбурзького вищого зенітного ракетного командного училища.
З квітня 1994 року по серпень 1994 року бригада перебувала на перенавчання в 106-му навчальному центрі військ протиповітряної оборони Сухопутних військ в місті Оренбург.
У вересні 1994 року особові склади 73-го і 104-го окремих зенітних ракетних дивізіонів відбули до 167-го навчального центру бойового застосування для отримання нової бойової техніки й проведення стикувальних робіт.
З 14 лютого по 1 липня 2000 року для участі у Другій російсько-чеченській війні на базі бригади були сформовані, пройшли підготовку і відправлені до військової комендатури Старопромисловського району Грозного Чечні, як 976-та комендантська рота Старопромисловського району Грозного.
З 1 вересня 2001 року бригада увійшла до складу об'єднаного Приволзько-Уральського військового округу.
Влітку 2016 року бригада була передислокована в смт Мирний Кіровської області й вже 1 грудня заступила на бойове чергування.

## Склад
- управління,
- автоматизований командний пункт:
  - радіолокаційним постом,
  - пункт обробки радіолокаційної інформації,
- 2 зенітних ракетних дивізіони.[2]

Зенітний ракетний дивізіон C-300В4 складається:
- 2 зенітних ракетних батарей,
- КП 9С457М,
- РЛС 9С15М2,
- РЛС 9С19М2.[2]

До кожної зенітної ракетної батареї входить:
- 1 багатоканальна станція наведення ракет 9С32М,
- 2 ПУ 9А82М, одна пуско-заряжающая установка 9А84М,
- 4 ПУ 9А83М,
- 2 пускозарядні установки 9А85М.[2]

## Командири
Командири 28 зенітної ракетної бригади:
- полковник Демченко О. П (1993—1996),
- полковник Вороних С. І. (1996—2005),
- полковник Новиков Б. О. (2005—2009),
- полковник Кілі Д. О. (2009—2012),
- полковник Зайко В. М. (з 2012 — потепер).